# Koikla (Leisi)
Koikla – wieś w Estonii, w prowincji Sarema, w gminie Leisi.